# Schlacht bei den Thermopylen (Römer)
Die Zweite Schlacht bei den Thermopylen im Jahr 191 v. Chr. war die erste große Feldschlacht des Römisch-Syrischen Krieges. Dabei siegte ein römisches Heer unter dem Konsul Manius Acilius Glabrio über die verbündeten Truppen des Seleukidenkönigs Antiochos III. und des Aitolischen Bundes.

## Vorgeschichte
Antiochos hatte seit seiner Landung in Griechenland im Herbst 192 v. Chr. mit Hilfe der Aitoler einen Großteil Mittelgriechenlands unter seine Kontrolle gebracht. Ein römisch-makedonischer Gegenangriff im Frühjahr 191 v. Chr. machte diese Erfolge aber weitgehend rückgängig und vertrieb die seleukidischen Besatzungen aus den eroberten Städten. Anschließend rückte der römische Oberbefehlshaber Manius Acilius Glabrio mit etwa 30.000 Mann gegen Antiochos’ Stützpunkt Chalkis vor.

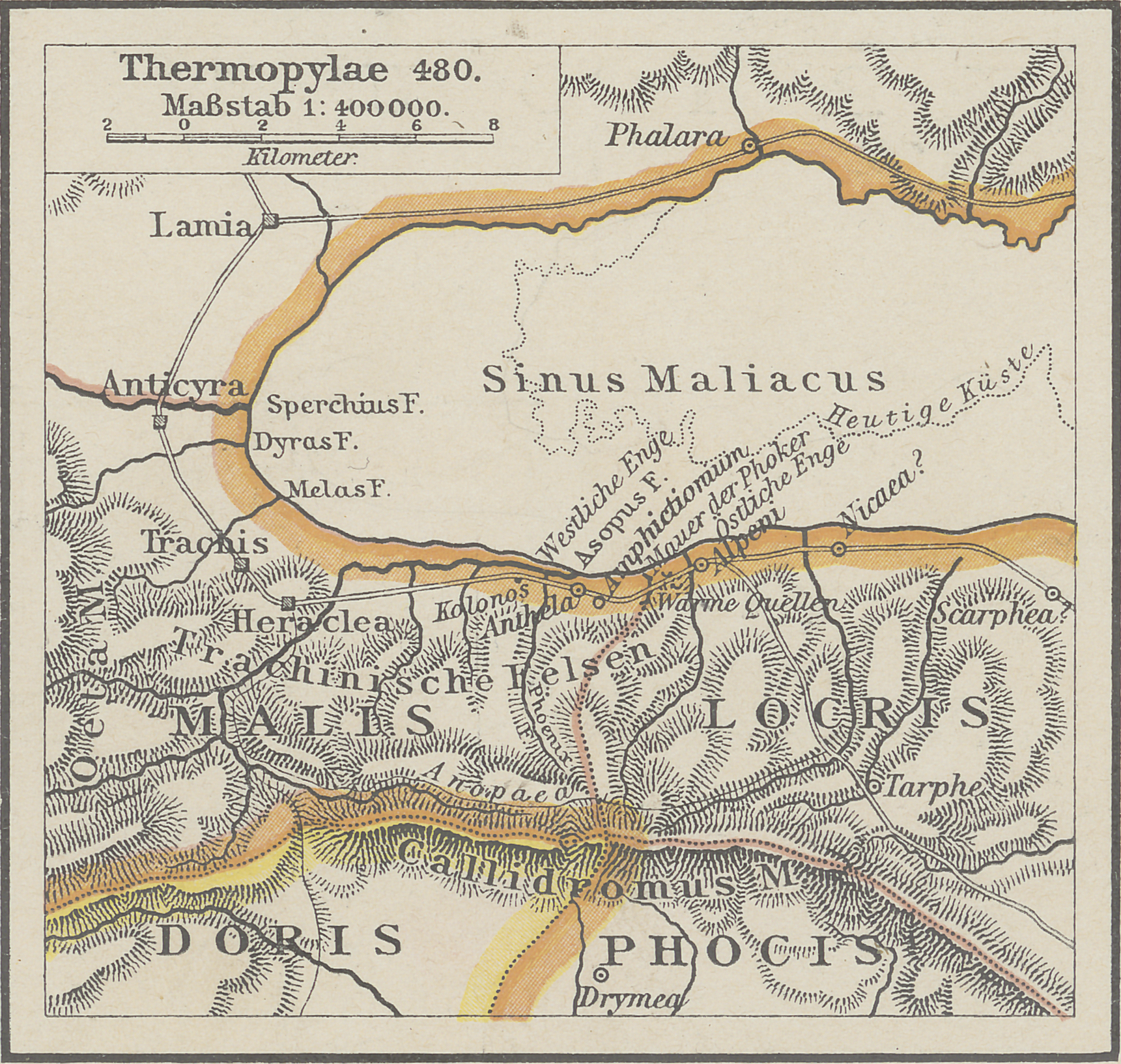
Karte der Thermopylen

Große Teile der aitolischen Truppen waren zur Bewachung ihrer Heimatgebiete zurückgeblieben, so dass sie Antiochos nur 4.000 Mann zur Verfügung stellten. Der Seleukidenkönig selbst hatte darüber hinaus nur weitere 10.000 unter seinem Kommando. Angesichts dieser deutlichen numerischen Unterlegenheit mied Antiochos eine offene Feldschlacht und ließ die Thermopylen befestigen. Bei diesen handelte es sich um eine Enge zwischen dem Oite-Gebirge und dem Golf von Malia. Dort hatten 480 v. Chr. die Spartaner in der Ersten Schlacht bei den Thermopylen erfolglos versucht, ein eindringendes persisches Heer aufzuhalten.
Die Seleukiden befestigten die Enge mit Gräben und Wällen. Die Aitoler teilten sich auf: 2.000 blieben in der Stadt Herakleia am westlichen Ende der Thermopylen zurück, um dort römische Truppen zu binden. Die übrigen besetzten zu gleichen Teilen die drei wichtigsten Bergpässe des Iti-Gebirges: Kallidromos, Rhoduntia und Tichios.

## Schlachtverlauf
Konsul Glabrio griff Antiochos’ Befestigungen frontal an. Er brach aber nicht durch die Linie der seleukidischen Phalangiten, die zusätzlich von Fernkämpfern unterstützt wurden. Zeitgleich wurde im Rücken der Römer ihr Lager durch die Aitoler aus Heraklea erobert, was jedoch folgenlos blieb.
Als schlachtentscheidend erwies sich Glabrios Flankenmanöver: Er hatte zwei Abteilungen von je 2.000 Mann zur Eroberung der Bergpässe ausgesandt. Der Militärtribun Lucius Valerius Flaccus scheiterte bei dem Versuch, Rhoduntia und Tichios einzunehmen. Sein Kollege Marcus Porcius Cato gewann jedoch das Gefecht bei Kallidromos gegen die Aitoler.
Cato attackierte nun vom Berg herab das seleukidische Heer in der Flanke, woraufhin dieses den ungeordneten Rückzug antrat. Der Großteil der Armee geriet dabei in römische Gefangenschaft oder wurde getötet. Antiochos selbst entkam mit etwa 500 Mann seiner Kavallerie nach Chalkis, von wo aus er nach Kleinasien segelte.

## Folgen
Der Sieg der Römer bei den Thermopylen entschied die erste Phase des Römisch-Syrischen Krieges, nämlich den Kampf um die Vorherrschaft in Griechenland, zu ihren Gunsten. Antiochos musste sämtliche Stützpunkte in Griechenland aufgeben, da diese militärisch nicht mehr zu halten waren. Die Aitoler, die zuvor die einzig nennenswerten Alliierten der Seleukiden gewesen waren, befanden sich von diesem Zeitpunkt an in der Defensive. Außerdem waren ihre Truppen nun von den seleukidischen Einheiten getrennt.
Die Römer hatten mit ihrem Sieg zudem Zeit gewonnen, um weitere Verstärkungen für den Angriff auf Antiochos’ Territorien in Kleinasien herbeizuschaffen. Ende 190 v. Chr. schlugen sie den Seleukidenkönig endgültig in der Schlacht bei Magnesia, wodurch Rom die Hegemonie über den gesamten Mittelmeerraum gewann.

### Sekundärliteratur
- John D. Grainger: The Roman War of Antiochos the Great. Brill, Leiden und Boston 2002, ISBN 90-04-12840-9.
- Theodor Mommsen: Römische Geschichte. Gekürzte Ausgabe. Büchergilde Gutenberg, Frankfurt am Main 1954, S. 385–389.